# Santa Pola
Santa Pola Santa Pola to nadmorskie miasto położone na południowym wschodzie Hiszpanii, w prowincji Alicante. Miasto słynie z pięknych plaż, zabytków oraz różnorodnej kultury, co sprawia, że jest popularnym celem turystycznym dla ludzi z całego świata. W 2023 roku miasto odwiedziło łącznie około 340 tysięcy. turystów. Santa Pola ma powierzchnię 58,6 km² liczy 38 556 mieszkańców.

## Atrakcje turystyczne
Jednym z największych atutów Santa Pola są jej piękne plaże. Miasto może pochwalić się ponad 11 kilometrami linii brzegowej, z kilkoma plażami, które cieszą się szczególną popularnością wśród turystów. Playa Levante nagrodzona Błękitną Flagą to największa i najbardziej znana plaża w Santa Pola, z drobnym złotym piaskiem i krystalicznie czystymi wodami. Inne popularne plaże to Gran Playa, Playa Lissa, Tamarit i Varadero, które oferują możliwość uprawiania wielu sportów wodnych.

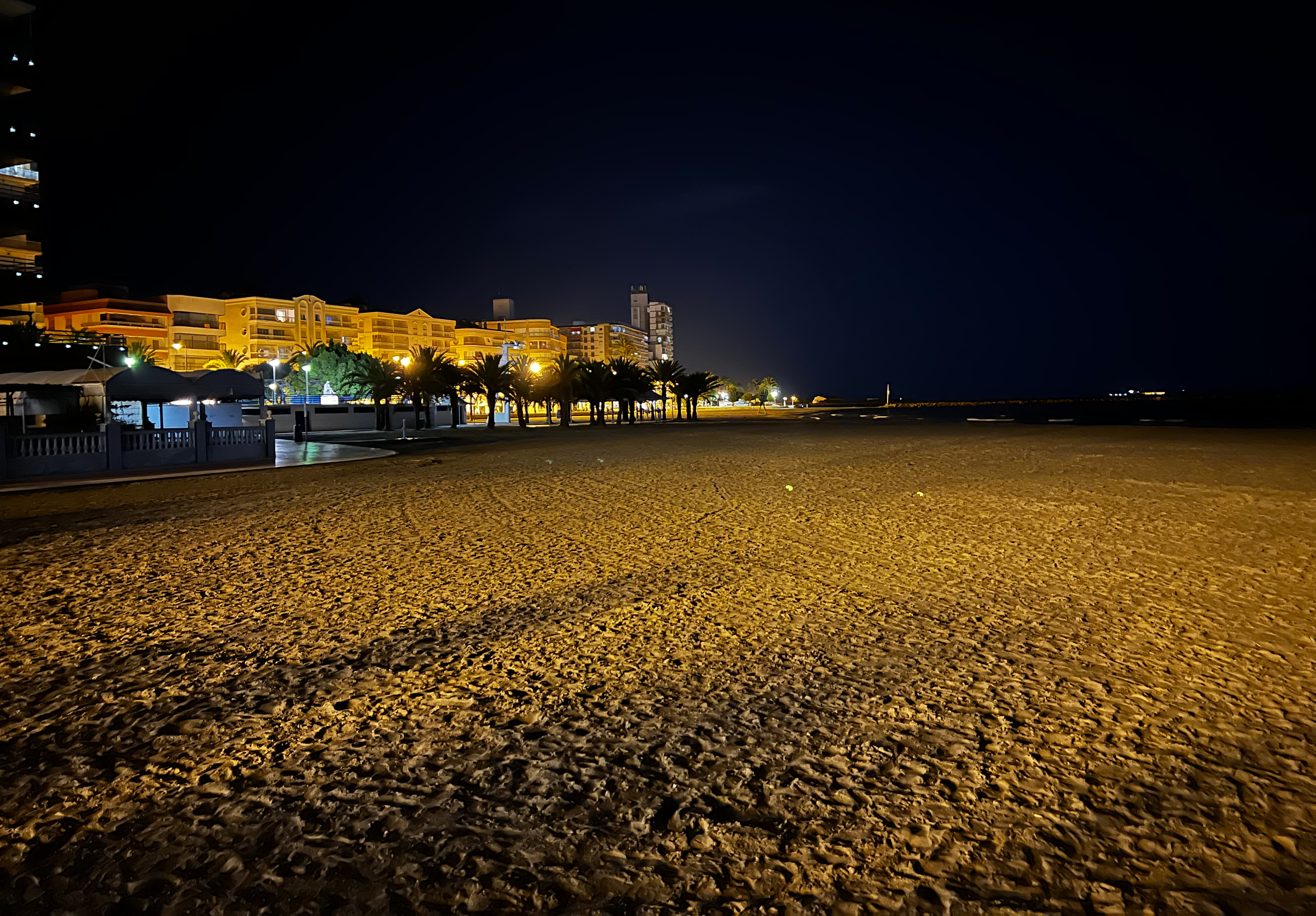
Plaża Levante nocą

Jednym z najważniejszych zabytków w Santa Pola jest zamek Santa Pola, który datuje się na XVI wiek, konkretnie 1557rok. Zamek został pierwotnie zbudowany jako struktura obronna, aby chronić miasto przed piratami, a teraz jest popularną atrakcją turystyczną, która oferuje panoramiczne widoki na okolicę. Zwiedzający mogą poznać historię i architekturę zamku.
Innym zabytkiem wartym uwagi jest kościół Nuestra Señora de Loreto, który został zbudowany w XVIII wieku. Kościół ten ma charakterystyczną kształt kopuły, która przypomina kształt statku. Jest to jeden z niewielu kościołów na świecie o takim kształcie.
Inną znaczącą atrakcją w Santa Pola jest Park Naturalny Salinas de Santa Pola, który obejmuje obszar ponad 2500 hektarów. Park jest domem dla różnorodności dzikiej przyrody, w tym flamingów, czapli i innych gatunków ptaków, a także solnisk, gdzie sól jest wciąż zbierana tradycyjnymi metodami. Zwiedzający mogą wziąć udział w wycieczkach z przewodnikiem po parku, obserwować ptaki lub po prostu cieszyć się spokojnym spacerem przez naturalny krajobraz.
Do atrakcji miasta można zaliczyć także palmowy park przy ulicy Av. Portus II - Licitanus. Park zajmuje powierzchnię około 12 000 metrów kwadratowych, znajduje się tam archeologiczne stanowisko z czasów rzymskich. Ponadto park obejmuje szeroką gamę drzew, krzewów i innych roślin, tworząc bujne i zielone środowisko. W całym parku znajduje się również kilka placów zabaw, miejsc piknikowych i ścieżek spacerowych, co czyni go idealnym miejscem dla rodzin z dziećmi.
Dla osób zainteresowanych historią i kulturą, Muzeum Archeologiczne Santa Pola jest obowiązkową wizytą. Muzeum prezentuje artefakty i wystawy z rzymskiej i iberyjskiej przeszłości miasta, a także kolekcję lokalnej sztuki i rękodzieła. Muzeum mieści się w odrestaurowanym XVIII-wiecznym budynku i oferuje fascynujący wgląd w bogate dziedzictwo kulturowe miasta.
Santa Pola słynie również z corocznego festiwalu Moros y Cristianos, który odbywa się na początku września. Podczas tego festiwalu mieszkańcy miasta przebierają się w stroje typowe dla czasów rzymskich, arabskich i chrześcijańskich i prezentują różne tańce i widowiska.
Festiwal Moros y Cristianos w Santa Pola został zainspirowany historią miasta, które przez wieki było pod rządami różnych kultur i religii. Pierwsza edycja festiwalu odbyła się w 1899 roku i była poświęcona św. Piotrowi, patronowi miasta. W kolejnych latach, dzięki zaangażowaniu lokalnych stowarzyszeń, festiwal stał się coraz bardziej rozbudowany i skomplikowany.
Obecnie festiwal Moros y Cristianos w Santa Pola jest jednym z największych i najbardziej spektakularnych tego typu wydarzeń w Hiszpanii. Składa się on z wielu różnych elementów, które łączą w sobie tradycje religijne, kulturowe i historyczne.
W trakcie festiwalu odbywają się liczne parady, w których uczestniczą tzw. moros i cristianos, czyli przedstawiciele dwóch frakcji - muzułmańskiej i chrześcijańskiej. Każda frakcja ma swoje barwy i stroje, a w trakcie parady przedstawiciele obu frakcji symulują walkę. W trakcie festiwalu organizowane są również konkursy na najlepsze stroje oraz pokazy tańców i innych tradycyjnych przedstawień.

## Port w Santa Pola
Historia portu Santa Pola sięga XVII wieku, kiedy miejscowi rybacy wykorzystywali naturalną zatokę jako schronienie dla swoich łodzi. W XIX wieku port został rozbudowany i zmodernizowany, aby pomieścić rozwijający się przemysł rybny. Dziś port jest tętniącym życiem ośrodkiem działalności, z szeroką gamą obiektów i usług, które zaspokajają potrzeby lokalnej społeczności i gości.

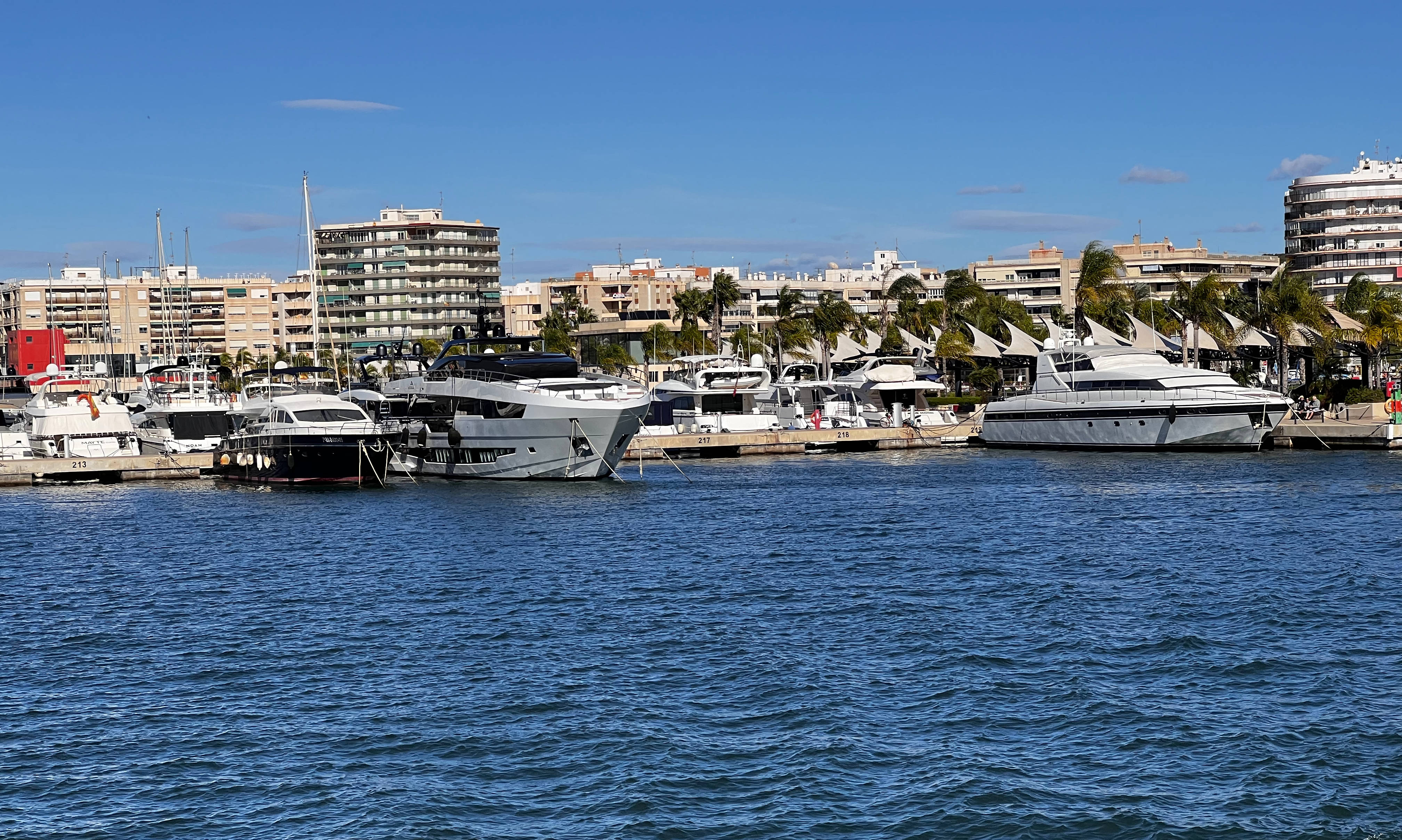
Port w Santa Pola - część turystyczna

W porcie znajduje się nowoczesna marina, która może pomieścić ponad 500 łodzi różnej wielkości. Marina jest wyposażona w najnowocześniejsze udogodnienia, w tym stację paliw, prysznice i pralnię. Znajduje się tu również szkoła żeglarska oferująca kursy dla początkujących i zaawansowanych żeglarzy. Marina jest popularnym celem podróży dla miłośników żeglarstwa, którzy przyjeżdżają tu, aby podziwiać wspaniałe widoki na wybrzeże i spokojne wody Morza Śródziemnego.
Port jest również ważnym ośrodkiem przemysłu rybnego. Miejscowi rybacy wykorzystują port jako bazę do swojej działalności, a połów jest sprzedawany między innymi na targu rybnym zlokalizowanym na terenie portu. Targ jest otwarty codziennie i oferuje szeroką gamę świeżych owoców morza, w tym ryb i skorupiaków. Przemysł rybny jest istotną częścią gospodarki miasta, a port odgrywa kluczową rolę we wspieraniu tego przemysłu, zaopatrując w ryby oraz owoce morza sąsiednie miasta.
Port jest również popularnym celem turystów, którzy przyjeżdżają, aby korzystać z różnych atrakcji i zajęć dostępnych w okolicy. W porcie znajduje się wiele restauracji, kawiarni i barów, które oferują szeroki wybór dań kuchni lokalnej i międzynarodowej. Odwiedzający mogą również wybrać się na spacer promenadą, z której roztaczają się wspaniałe widoki na morze i otaczający krajobraz. Promenada jest wysadzana palmami, a na niej znajduje się kilka ławek i miejsc do odpoczynku, na których goście mogą usiąść i podziwiać piękne krajobrazy.
Oprócz kilkudziesięciu restauracji i kawiarni w porcie znajduje się kilka sklepów i butików sprzedających lokalne rękodzieło, odzież i pamiątki. Odwiedzający mogą również wybrać się na wycieczkę łodzią po okolicy lub wypożyczyć kajak lub deskę do paddleboardingu i zwiedzić wybrzeże. Port jest popularnym celem miłośników sportów wodnych, którzy przyjeżdżają tu, by uprawiać windsurfing, kitesurfing i nurkowanie.
Ponadto Port Santa Pola jest ważnym ośrodkiem lokalnej gospodarki. Port przyczynia się do wzrostu gospodarczego miasta poprzez tworzenie miejsc pracy i generowanie dochodów dla lokalnych firm. W szczególności przemysł rybny jest znaczącym źródłem dochodów miasta, a port odgrywa kluczową rolę we wspieraniu tego przemysłu.
Port w Santa Pola to tętniące życiem centrum aktywności, która jest niezbędna dla gospodarki i życia społecznego miasta. Jest strategicznym portem dla przemysłu rybnego i popularnym kierunkiem turystycznym. Port oferuje szereg udogodnień i usług, które zaspokajają potrzeby lokalnej społeczności i gości, w tym nowoczesną przystań, targ rybny, restauracje, kawiarnie i sklepy. Port jest symbolem zaangażowania miasta w zrównoważoną turystykę i rozwój gospodarczy i jest obowiązkowym celem podróży każdego, kto odwiedza Santa Pola.

## Historia
Początki miasta datowane są na czas około 5000 r. p.n.e. Na terenach dzisiejszego miasta istniały wtedy osady neolityczne, które zajmowały się przede wszystkim rybołówstwem i myślistwem. W czasach rzymskich Santa Pola nosiła nazwę Portus Ilicitanus i była ważnym ośrodkiem handlowym. Rzymscy kupcy eksportowali stąd sól i ryby do innych części Półwyspu Iberyjskiego i Rzymu.
W czasach muzułmańskich miasto nosiło nazwę Shant Abul, co oznacza "woda bogów". Pod rządami Arabów miasto przeszło znaczną rozbudowę i stało się ważnym ośrodkiem handlowym i przemysłowym, szczególnie w dziedzinie produkcji soli i ryb.
W czasach rekonkwisty, Santa Pola została zdobyta przez wojska króla Jakuba I z Aragonii w 1244 roku. Od tego momentu Santa Pola była hiszpańskim miastem. W ciągu następnych wieków miasto przeszło przez wiele rąk, włącznie z wojskami francuskimi i angielskimi, które okupowały miasto podczas wojen napoleońskich.
W średniowieczu miasto Santa Pola było częścią Emiratu Kordoby, a później Królestwa Aragonii. W XVIII wieku Santa Pola stała się znaczącym portem rybackim i miejscem produkcji soli.
W XIX wieku, Santa Pola stała się ważnym portem rybackim i handlowym, co przyczyniło się do szybkiego rozwoju miasta. W tym czasie powstało wiele budynków, które są dzisiaj uważane za najważniejsze zabytki miasta. Do najważniejszych zabytków należy zamek – Castillo de Santa Pola, który został zbudowany w 1557 roku oraz kościół z XVII wieku.
W czasie hiszpańskiej wojny domowej miasto było jednym z ostatnich bastionów republikańskiej armii, które opierały się nacierającej faszystowskiej armii Franco. Po wojnie miasto zaczęło się rozwijać jako popularny kurort turystyczny. Dziś miasto jest znane jako jedno z najlepszych miejsc na wybrzeżu Costa Blanca, a jego liczne atrakcje turystyczne przyciągają turystów z całego świata.

## Klimat
Klimat Santa Pola jest śródziemnomorski, charakteryzujący się łagodnymi zimami, gorącymi latami i niskimi opadami w ciągu roku.
Średnia temperatura w Santa Pola waha się od 12 °C w styczniu do 28 °C w sierpniu, przy średniej rocznej temperaturze 19 °C.
Opady w Santa Pola są niskie, ze średnią roczną sumą opadów 300 mm. Najbardziej wilgotne miesiące to październik i listopad, ze średnią opadów odpowiednio 50 mm i 45 mm. Najbardziej suche miesiące to lipiec i sierpień, ze średnią opadów poniżej 10 mm.

## Galeria
|  |  |  |
|  |  |  |
|  |  |  |